# Palystes crawshayi
Palystes crawshayi là một loài nhện trong họ Sparassidae.
Loài này thuộc chi Palystes. Palystes crawshayi được Mary Agard Pocock miêu tả năm 1902.